# Strong (Arkansas)
Pour les articles homonymes, voir Strong.
La ville de Strong est située dans le comté d’Union, dans l’État de l’Arkansas, aux États-Unis. Sa population s’élevait à 558 habitants lors du recensement de 2010, estimée à 520 habitants en 2017.

## Démographie
| 1910 | 1920 | 1930 | 1940 | 1950 | 1960 |
| ---- | ---- | ---- | ---- | ---- | ---- |
| 465  | 507  | 740  | 762  | 839  | 741  |

| 1970 | 1980 | 1990 | 2000 | 2010 | - |
| ---- | ---- | ---- | ---- | ---- | - |
| 965  | 785  | 624  | 651  | 558  | - |

## Source
- (en) Cet article est partiellement ou en totalité issu de l’article de Wikipédia en anglais intitulé « Strong, Arkansas » (voir la liste des auteurs).

1. ↑  « Statistiques des États-Unis - Arkansas - Profils des communautés de 2010 » (consulté en novembre 2020)